# Surtur Rising
Albums de Amon Amarth
Twilight of the Thunder God
(2008) Deceiver of the Gods
(2013)
Surtur Rising, nommé d'après le géant mythique Surt, est le huitième album studio du groupe Death metal Melodique / Viking Metal Amon Amarth. Surtur Rising est sorti le 29 mars 2011. L'album a reçu de bonnes critiques par la presse et tente de surpasser le prédécesseur Twilight of the thunder god.

## Liste des titres
1. War of the Gods - 4:30
2. Töck's Taunt - Loke's Treachery Part II - 5:58
3. Destroyer of the Universe - 3:41
4. Slaves of Fear - 4:25
5. Live Without Regrets - 5:03
6. The Last Stand of Frej - 5:37
7. For Victory or Death - 4:30
8. Wrath of the Norsemen - 3:44
9. A Beast Am I - 5:14
10. Doom Over Dead Man - 5:55
11. Aerials (titre bonus) - 3:39

Édition deluxe
1. Balls To The Wall (Accept Cover) (titre bonus) - 5:21
2. War Machine (Kiss Cover) (titre bonus) - 3:30

## Composition du groupe
- Fredrik Andersson - Batterie
- Johan Hegg - Chant
- Ted Lundström - Basse
- Olavi Mikkonen - Guitare
- Johan Söderberg - Guitare